# Yago Oproprio
Yago de Albuquerque Carvalho Barbosa (São Paulo, 2 de março de 1995), mais conhecido como Yago Oproprio, é um rapper, cantor e compositor brasileiro. Sua obra musical mescla elementos de boombap, MPB, samba e R&B, com letras que frequentemente abordam temas introspectivos e sociais. Em 2024, lançou o álbum de estreia Oproprio, que recebeu atenção da crítica e resultou em indicações ao Grammy Latino e ao Prêmio Multishow de Música Brasileira.

## Biografia
Yago nasceu na Cohab II, na Zona Leste de São Paulo. Passou parte da sua infância morando em Caracas, na Venezuela, motivo pelo qual também é fluente em espanhol, além do português. Iniciou a carreira na cena independente, lançando faixas em plataformas digitais com influências que transitam entre rap, samba e R&B.
Em 2022, lançou o single "Imprevisto", que obteve projeção entre o público e veículos especializados. O reconhecimento se ampliou em 2024 com o lançamento do álbum Oproprio, destacado por publicações como a Pretessências.
Yago também repercutiu na mídia por declarações em que expressa preferência por não adotar rótulos tradicionais da cultura hip hop, como o termo "MC".

## Carreira
O álbum Oproprio foi bem recebido por veículos especializados, como Rolling Stone Brasil, Noize, Rimas e Batidas e Hits Perdidos. A publicação Pretessências o incluiu entre os melhores álbuns de rap do ano.
Em 2024, foi indicado em quatro categorias do Prêmio Multishow de Música Brasileira: "Revelação do Ano", "Clipe TVZ do Ano", "Capa do Ano" e "Música Urbana do Ano", com a faixa "La Noche". No mesmo ano, recebeu uma nomeação ao Grammy Latino na categoria "Melhor Interpretação Urbana em Língua Portuguesa".

## Estilo musical
A obra de Yago Oproprio combina sonoridades do rap tradicional, boombap e trap com influências melódicas da MPB, R&B e do samba. Suas letras abordam questões pessoais e sociais. A publicação Pretessências descreveu seu estilo como “poético e sensível, com forte apelo melódico”, enquanto Rimas e Batidas destacou o caráter reflexivo de suas composições.

## Premiações e indicações
- Grammy Latino 2024 – Indicado na categoria "Melhor Interpretação Urbana em Língua Portuguesa" ("La Noche")[4]
- Prêmio Multishow de Música Brasileira 2024 – Indicado nas categorias "Revelação do Ano", "Clipe TVZ do Ano", "Capa do Ano" e "Música Urbana do Ano" ("La Noche")[3]

## Discografia

### Álbuns
| Álbum    | Detalhes                                                                                        | Certificações |
| -------- | ----------------------------------------------------------------------------------------------- | ------------- |
| OPROPRIO | - Lançamento: 28 de maio de 2024 - Formatos: Download digital, streaming - Gravadora: Som Livre | - PMB: Ouro   |